# Ivan Piccoli
Ivan Piccoli (Fano, 3 aprile 1981) è un allenatore di calcio ed ex calciatore italiano, di ruolo centrocampista.

## Carriera
Ha totalizzato 110 presenze e 6 reti in Serie B con le maglie di Cesena ed Ancona.

## Allenatore
Come allenatore, dal 2014 è il vice di Mauro Antonioli.

## Palmarès

### Club

#### Competizioni nazionali
- Coppa Italia Serie C: 1

Cesena: 2003-2004